# Якимов, Богдан Петрович
Богдан Петрович Якимов (4 октября 1994, Нижнекамск) — российский хоккеист, нападающий.

## Биография
На юношеском уровне выступал за нижнекамские клубы «Нефтехимик» и «Ракета», «Ак Барс» Казань. В сезонах 2011/12 — 2013/14 играл в МХЛ и ВХЛ за «Реактор» Нижнекамск, «Дизель» Пенза, «Ижсталь» Ижевск.
На драфте НХЛ 2013 года был выбран под № 83 в 3 раунде клубом «Эдмонтон Ойлерз». 6 сентября 2013 года в домашнем матче с «Ак Барсом» (3:1) дебютировал в КХЛ. В апреле 2014 года принял решение играть в Северной Америке, 5 мая подписал трёхлетний контракт новичка с «Эдмонтоном». Выступал за фарм-клубы «Оклахома-Сити Баронс» и «Бейкерсфилд Кондорс» в АХЛ. В НХЛ провёл единственный матч 15 октября 2014 года против «Лос-Анджелес Кингз» (1:6). В декабре 2015 года принял решение вернуться в «Нефтехимик». 28 июля 2016 года «Эдмонтон» отдал Якимова в аренду в «Нефтехимик». 4 апреля 2017 года контракт с «Нефтехимиком» был продлён на год, а 19 ноября 2018 года расторгнут по соглашению сторон. Через 6 дней Якимов подписал соглашение до конца сезона с омским «Авангардом». Сыграл пять матчей и 22 декабря был обменян на денежную компенсацию в «Северсталь» Череповец. 30 апреля 2019 контракт был продлён на два года. 12 апреля 2020 Якимов был продан в СКА. 23 декабря 2020 был обменян в «Сочи» на Павла Кукштеля и Даниила Огирчука, подписал однолетний контракт 3 сентября 2021 года. Уже 29 октября был обменян в московское «Динамо» на Данила Авершина и Илью Круглова. 30 апреля 2023 покинул клуб.
Бронзовый призёр юниорского чемпионата мира 2011 года, участник юниорского чемпионата мира 2012 года. Бронзовый призёр молодёжного чемпионата мира 2014 года.